# 東花園検車区
東花園検車区（ひがしはなぞのけんしゃく） は、大阪府東大阪市吉田にある、近畿日本鉄道の車両基地。近鉄奈良線東花園駅に隣接して設置されている。電略記号は「ヒハ」。

## 概要
敷地面積は約5万6千平方メートル、収容車両数は154両で、配下にはけいはんな線の車両基地である東生駒車庫（奈良線東生駒駅隣接、奈良県生駒市）と登美ヶ丘車庫（学研奈良登美ヶ丘駅隣接、同）がある。奈良線系統と京都線系統の車庫としては、他に西大寺検車区があり、奈良線系統と京都線系統配属の車両は当車庫と分担して管理している。
もともと大阪府下の奈良線の車庫は、河内小阪駅に隣接して設置されていた小阪車庫があった（跡地は近鉄小阪駅前ビルなどを建設）。これが1950年に隣の八戸ノ里駅に移転し、八戸ノ里車庫となったのち、1967年に八戸ノ里付近の高架化に伴い、現在地に新車庫を設置して移転した（八戸ノ里車庫の跡地はマンションになった）。新車庫の近くには東大阪市花園ラグビー場があり、臨時駅「ラグビー場前駅」があったが、車庫の開設に伴い東花園駅として常設駅になった。
車庫用地は東西に走る奈良線に対し、南北方向に長く、留置線も南北に敷設されている。また、名阪特急や観光特急「あをによし」の大阪側での折り返し基地ともなっている。

## 主な配置系列
当車庫では特急用車両と、奈良線および京都線、けいはんな線で使用する一般車両が配置される。2019年4月1日現在の配置車両は以下の通り。
特急・団体専用車両
- 12410系サニーカーの一部（12411F - 12414F）
- 19200系「あをによし」
- 15200系新あおぞらⅡの一部（15203F・15205F）
- 22000系ACEの一部（4両編成の22101F・22102F・22106Fのみ）

一般車両
- 1230系の一部（1233F - 1237F・1271F - 1277F、1271F - 1277Fは阪神直通対応車）
- 8000系
- 8400系の4両編成車
- 8600系の4両編成車
- 8800系
- 8810系の一部（8814F - 8826F）
- 9020系の阪神直通対応車（シリーズ21）
- 9200系の一部（9208F）

けいはんな線車両
- 7000系
- 7020系

## 過去の配置系列
特急車両
- 12200系
- 21000系

一般車両
- 1020系（現在は西大寺検車区に在籍）
- 9000系（現在は名古屋線に在籍）